# Domniemanie kompetencji
Domniemanie kompetencji – konstytucyjna zasada odnosząca się do Rady Ministrów i samorządu terytorialnego, gminy i sądów powszechnych, wyrażona odpowiednio w art. 146 ust. 2, 163, 164 ust. 3 i 177 Konstytucji RP.

Do Rady Ministrów należą sprawy polityki państwa nie zastrzeżone dla innych organów państwowych i samorządu terytorialnego.

Samorząd terytorialny wykonuje zadania publiczne nie zastrzeżone przez Konstytucję lub ustawy dla organów innych władz publicznych.

Gmina wykonuje wszystkie zadania samorządu terytorialnego nie zastrzeżone dla innych jednostek samorządu terytorialnego.

Sądy powszechne sprawują wymiar sprawiedliwości we wszystkich sprawach z wyjątkiem spraw ustawowo zastrzeżonych dla właściwości innych sądów.